# 華燧
华燧（1439年—1513年），字文辉，号会通。无锡人。明朝铜活字印刷家。

## 生平
有會通館，用銅活字印製書籍多種，與桂坡館齊名。流傳至今的有弘治五年（1492年）版《锦绣万花谷》、弘治八年（1495年）版《容斋随笔》、《文苑英华辩证纂要》，弘治十一年（1498年）版《会通馆集九经韵览》、《纪纂渊海》、《会通馆印正辑补古今合壁事类》等。